# Певец
 Тази статия е за вида музикален изпълнител.  За българското село вижте Певец (село).  
Певец е човек, който използва гласа си, за да създава музика. Обикновено под пеене се разбира изпълнение на песен. Терминът вокалист е подобен, но обикновено се използва за член на музикална група, който пее.

## Певци в зависимост от жанра
- Народен певец – изпълнител на народна музика, кънтри, етно, и т.н. (В България обикновено се използва само за изпълнители на българска народна музика)
- Оперен певец – изпълнител на арии от опери, либрето и т.н.
- Джаз певец – изпълнител на джаз, соул, госпъл и т.н.
- Рок певец – изпълнителите от всички стилове рок музика. Главният певец обикновено се нарича фронтмен.
- Поп певец – в този стил се включват изпълнителите от всички стилове на поп музика. Може да се приеме че в поп музиката се вписва и популярната в България в близкото минало естрадна музика.
- Хоров певец (хорист) – изпълнител във всички стилове на хорова музика. Тук би трябвало да попадат така наречените беквокалисти.
- Поп фолк певец – в България и др. балкански страни – изпълнител на поп фолк и т.н.